# The Sceptical Chymist
The Sceptical Chymist (português:"O químico cético" ) é o título de um livro de literatura científica publicado em Londres em 1661. É considerado a obra-prima de Robert Boyle. Sob a forma de um diálogo, The Sceptical Chymist apresenta as hipótese de Boyle de que a matéria consistia de átomos e grupos de átomos em movimento, e que cada fenômeno era resultado de colisões de partículas em movimento. A obra afirma que experimentos negam que os elementos químicos se limitavam a apenas aos quatro elementos clássicos (terra, ar, fogo e água) e incentiva os químicos a praticar a experimentação. Trouxe uma abordagem rigorosa para a experimentação científica: ele acreditava que todas as teorias deveriam ser testadas experimentalmente antes de serem consideradas verdadeiras. Ele também defendeu que a química não deveria somente servir a medicina e a alquimia, mas ascender à condição de ciência. Devido a esta obra, Boyle é considerado o fundador da química moderna 
The Sceptical Chymist apresenta toques de humor, como no trecho onde compara os alquimistas aos "marinheiros da frota de Társis de Salomão, que trouxeram para casa... não somente ouro, prata e marfim, mas também pavões e macacos", e que qualquer uma de suas teorias "são como as penas de pavão... muito coloridas, mas não são sólidas ou úteis, ou, como macacos, que possuem uma aparência racional, mas que é manchada por alguma bobagem ou outra que os fazem parecer ridículos"
A maior contribuição de The Sceptical Chymist, além de sua mensagem principal, foi valorizar a experimentação, mostrando como empregar padrões de termos e nomenclaturas nas explicações e apresentações de novos compostos químicos.
Sua influência pode ser referenciada a Nicholas Brady em sua "Ode a Santa Cecília" (que foi musicada por Henry Purcell 1691), muito antes da teoria cinética dos gases de Bernoulli (1738).